# ABIOS
ABIOS (akronym för Advanced Basic Input/Output System) är en specialvariant av BIOS:en från IBM för deras PS/2-datorer. Instruktionerna är uppbyggda med Micro Channel Architecture och hanterar bland annat multitasking och skyddat läge.